# Dariush Mehrjui
Dariush Mehrjui (in persiano  داریوش مهرجویی‎, scritto anche come Mehrju'i, Mehrjoui e Mehrjuyi; Teheran, 8 dicembre 1939 – Karaj, 14 ottobre 2023) è stato un regista, sceneggiatore e produttore cinematografico iraniano.
Mehrjui è stato membro fondatore del movimento iraniano Nouvelle Vague dei primi anni '70. Il suo secondo film, Gaav, è considerato il primo film di questo movimento, che comprendeva anche Masoud Kimiai e Nasser Taqvai. La maggior parte dei suoi film sono ispirati alla letteratura e adattati da romanzi e opere teatrali iraniane e straniere.

## Biografia

### Formazione
Dariush Mehrjui è nato da una famiglia della classe media a Teheran. In gioventù ha mostrato interesse per la pittura di miniature e per la musica, suonando in particolare il santur e il pianoforte. Si recava spesso al cinema, dove poteva guardare in particolare i film americani non doppiati e inframmezzati da schede esplicative che ne illustravano la trama. In questo periodo Mehrjui iniziò a imparare l'inglese per potersi godere al meglio i film. Il film che ha avuto il maggiore impatto su di lui da bambino è stato Ladri di biciclette di Vittorio De Sica. All'età di 12 anni, Mehrjui costruì un proiettore da 35 mm, noleggiò pellicole a due bobine e iniziò a vendere biglietti ai suoi amici di quartiere. Sebbene cresciuto in una famiglia religiosa, Mehrjui disse che, all'età di 15 anni, "Il volto di Dio divenne gradualmente un po' confuso per me, e persi la mia fede".
Nel 1959 Mehrjui si trasferì negli Stati Uniti per studiare presso il Dipartimento del Cinema dell'Università della California, Los Angeles (UCLA). Uno dei suoi insegnanti fu Jean Renoir, a cui Mehrjui attribuiva il merito di avergli insegnato a lavorare con gli attori. Mehrjui non era soddisfatto dell'orientamento hollywoodiano degli insegnamenti cinematografici, a causa dell'enfasi sugli aspetti tecnici del film e della qualità della maggior parte degli insegnanti. Mehrjui ha detto dei suoi educatori: "Non ti saprebbero insegnare nulla di molto significativo... perché gli insegnanti erano il tipo di persone che non erano state in grado di farcela a Hollywood da soli... [e che] portavano l'atmosfera marcia di Hollywood nella classe e ce la imponevano.". Optò quindi per Filosofia laureandosi alla UCLA nel 1964. Nel 1964 Mehrjui fondò la rivista letteraria Pars Review, con l'intenzione di diffondere la letteratura persiana contemporanea presso i lettori occidentali. Durante questo periodo scrisse la sua prima sceneggiatura, intitolata ‘Shirin and Farhad’, con l'intenzione di girarla in Iran; ma il progetto non andò in porto. Ritornò a Teheran nel 1965.
Di ritorno a Teheran, Mehrjui trovò lavoro come giornalista e sceneggiatore. Dal 1966 al 1968 è stato insegnante presso il Centro di studi di lingua straniera di Teheran, dove ha insegnato lezioni di letteratura e lingua inglese. Ha anche tenuto conferenze su film e letteratura presso il Center for Audiovisual Studies attraverso l'Università di Teheran.

### L'inizio della carriera cinematografica (1966-1972)

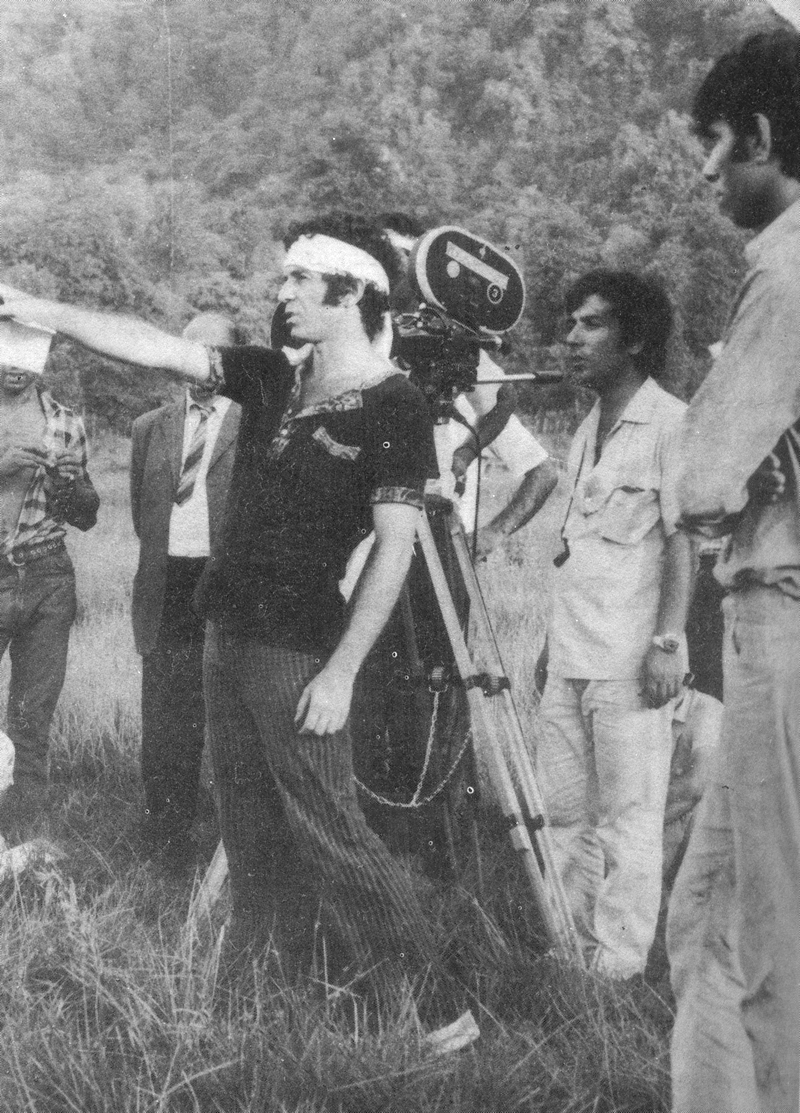
Mehrjui sul set di "Postchi"

Dariush Mehrjui fece il suo debutto nel 1966 con Almas-e 33 [Diamond 33, Diamante 33], una parodia dei film della serie cinematografica di James Bond. Il film non ha avuto successo finanziario ed è stato descritto come «pienamente inserito nel quadro della produzione di commerciale di quegli anni e assolutamente irrilevante sotto qualsiasi punto di vista». Ma il suo secondo lungometraggio, Gaav [La mucca], completato nel 1969, ha rappresentato «un'assoluta sorpresa nel panorama del cinema iraniano» e gli ha portato riconoscimenti nazionali e internazionali.
Il film Gaav, un dramma simbolico, parla di un semplice abitante del villaggio e del suo quasi mitico attaccamento alla sua mucca. Il film è tratto da un racconto del famoso scrittore iraniano Gholamhossein Sa'edi. Sa'edi, amico di Mehrjui, gli suggerì l'idea quando Mehrjui era alla ricerca di un tema adatto per il suo secondo film e collaborò alla sceneggiatura. Attraverso Sa'edi, Mehrjui incontrò gli attori Ezzatolah Entezami e Ali Nassirian, che si esibivano a quel tempo in un'opera teatrale di Sa'edi. Mehrjui avrebbe lavorato con Entezami e Nassirian per tutto il resto della sua carriera. La colonna sonora del film fu composta dal musicista Hormoz Farhat.
Nel film, Entezami interpreta Masht Hassan, un contadino in un villaggio isolato nel sud dell'Iran. Hassan ha una relazione stretta con la sua mucca, che è la sua unica proprietà (Mehrjui ha detto che Entezami assomigliava persino a una mucca nel film). Quando altre persone del villaggio di Hassan scoprono che la mucca è stata misteriosamente uccisa, decidono di seppellire la mucca e dire a Hassan che è fuggita. Mentre è in lutto per la mucca, Hassan si reca nella stalla dove è stata custodita e inizia ad assumere l'identità della mucca. Quando i suoi amici tentano di portarlo in ospedale, Hassan si suicida.
Gaav fu bandito per oltre un anno dal Ministero della Cultura e delle Arti dell'Iran, nonostante fosse uno dei primi due film in Iran a ricevere finanziamenti dal governo. Ciò era probabilmente dovuto al fatto che Sa'edi era una figura controversa in Iran. Il suo lavoro era infatti fortemente critico nei confronti del governo Pahlavi ed era stato arrestato sedici volte. D'altra parte, come è stato osservato, «Le immagini espressioniste della povertà rurale che Gaav presentava contraddicevano la visione della modernizzazione dello scià e delle "porte dorate della civiltà".». Nel 1970 la proiezione del film fu infine autorizzata, sotto la condizione dell'inserimento obbligatorio di una didascalia che situa l'azione nel passato, per evitare ogni possibile riferimento al governo dello scià Reza Pahlavi. Il pubblico lo accolse con grande entusiasmo, nonostante fossero stati ignorati tutti gli elementi tradizionali di attrazione al botteghino. Il film ricevette numerosi elogi dai critici, aggiudicandosi altresì un premio al festival cinematografico del Ministero della Cultura. Ciononostante gli venne ancora negato il permesso di esportazione. Nel 1971, il film fu portato fuori di nascosto fuori dall'Iran e presentato al Festival di Venezia dove, senza programmazione né sottotitoli, divenne il principale evento del festival di quell'anno. Il film fu premiato a Venezia e, successivamente nello stesso anno, Entezami ricevette il premio come miglior attore al Chicago International Film Festival.
Insieme a Qeysar di Masoud Kimiai e Calm in Front of Others di Nasser Taqvai, il film Gaav è considerato da molti una svolta nella storia del cinema iraniano, ponendosi all'origine di quel movimento di rinnovamento del cinema iraniano talora definito "New Wave".
Prima dell'uscita di Gaav e del riconoscimento internazionale, Mehrjui si dedicò alla regia di altri due film minori.
Nel 1970 diresse Agha-ye Hallou ( Mr. Naive ), una commedia interpretata da Ali Nassirian, con la partecipazione anche di Fakhri Khorvash ed Entezami. Mehrjui dichiarò "Dopo tutti i problemi di censura con Gaav , volevo fare un film senza problemi". Nel film, Nassirian interpreta un villico semplice e ingenuo che va a Teheran per trovare moglie. Nella grande città viene trattato con sufficienza e costantemente ingannato da imbroglioni e truffatori locali. Quando entra in un negozio di abbigliamento per acquistare un abito da sposa, incontra una bellissima giovane donna (Fakhri Khorvash) e le propone di sposarlo. La giovane donna si rivela però una prostituta che lo rifiuta e prende i suoi soldi, costringendolo a tornare nel suo villaggio a mani vuote ma più saggio. Agha-ye Hallou fu proiettato al Sepas Film Festival di Teheran nel 1971, dove ricevette premi per il miglior film e il miglior regista. Nello stesso anno venne proiettato al 7 ° Festival cinematografico internazionale di Mosca. Il film fu un successo commerciale in Iran.
Dopo aver terminato Agha-ye Hallou nel 1970, Mehrjui si recò a Berkeley, in California, e iniziò a scrivere un adattamento di Woyzeck di Georg Büchner per un moderno ambiente iraniano. Tornò in Iran più tardi nel 1970 per girare Postchi ( Il postino ), interpretato da Nassirian, Entezami e Jaleh Sam. Nel film, Nassirian interpreta Taghi, un miserabile funzionario la cui vita sprofonda nel caos. Trascorre i suoi giorni come infelice corriere postale e ha due lavori notturni per pagare i suoi debiti. La sua miseria gli ha causato l'impotenza e diviene oggetto di sperimentazioni da parte di un erborista dilettante che è uno dei suoi datori di lavoro. La sua unica ingenua speranza è che vincerà la lotteria nazionale. Quando scopre che sua moglie è l'amante del proprietario terriero più ricco della sua città, Taghi scappa nella foresta locale dove vive un breve momento di pace e armonia. Sua moglie viene a cercarlo e in un impeto di rabbia Taghi la uccide; alla fine viene catturato per il suo crimine. Il film Postchi dovette affrontare gli stessi problemi di censura di Gaav, ma alla fine la proiezione fu autorizzata nel 1972. È stato proiettato in Iran al 1º ° Festival internazionale del cinema di Teheran e al festival del film Sepas. A livello internazionale è stato proiettato al Festival del cinema di Venezia, dove ha ricevuto una menzione speciale, al 22 ° Festival internazionale del cinema di Berlino, dove ha ricevuto l'Interfilm Award e al Festival del cinema di Cannes del 1972, dove è stato proiettato nell'ambito della Quinzaine des Réalisateurs.

### Il ciclo di Minae il periodo 1973-1978
Nel 1973 Mehrjui iniziò a dirigere quello che sarebbe stato il suo film più acclamato, Dayereh-ye Mina [The Cycle, Il ciclo di Mina]. Mehrjui ebbe l'idea di questo pseudo-documentario quando un amico gli suggerì di indagare sul mercato nero e sul traffico illecito di sangue in Iran. Inorridito da ciò che ebbe modo di scoprire, Mehrjui portò l'idea a Gholamhossein Sa'edi, il quale aveva scritto un'opera sull'argomento intitolata "Aashghaal-duni". Essa divenne la base per la sceneggiatura, che poi dovette essere approvata dal Ministero della Cultura prima che potesse iniziare la produzione. A causa delle pressioni esercitate della comunità medica iraniana, l'approvazione fu ritardata di un anno e Mehrjui poté iniziare le riprese del film solo nel 1974. Il film vede come interpreti Saeed Kangarani, Esmail Mohammadi, Ezzatollah Entezami, Ali Nassirian e Fourouzan.
L'attore Kangarani interpreta Ali, un adolescente che ha portato suo padre morente (Mohammadi) a Teheran per trovare cure mediche. Sono troppo poveri per farsi aiutare dall'ospedale locale, ma il dott. Sameri (Entezami) offre loro denaro in cambio di donazioni di sangue illegali e pericolose presso una banca del sangue locale. Ali inizia così a dare il proprio sangue e a lavorare per il Dr. Sameri al fine di attirare altri "donatori di sangue", benché la procedura comporti la diffusione di malattie. Ali incontra un altro medico (Nassirian) che sta tentando di istituire una banca del sangue legittima e aiuta il Dr. Sameri a sabotarne il piano. Ali fa inoltre la conoscenza e diventa l'amante di una giovane infermiera, interpretata da Fourouzan. Mentre Ali è sempre più coinvolto nel traffico illegale di sangue, la salute di suo padre peggiora fino alla morte; Ali deve allora decidere quale percorso prenderà la sua vita. Il titolo del film, Dayereh-ye Mina, fa riferimento a una frase di una poesia di Hafez Shirazi: " A causa del ciclo dell'universo, il mio cuore sanguina " .
Il film è stato co-sponsorizzato dal Ministero della Cultura, ma ha incontrato l'opposizione dell'establishment medico iraniano ed è stato censurato per tre anni. Infatti, «la censura dello scià intravede troppe allusioni al governo nella storia raccontata dal film». Fu infine rilasciato nel 1977, anche in seguito alle pressioni del governo degli Stati Uniti di Carter per aumentare i diritti umani e le libertà intellettuali in Iran. Il film è stato presentato in prima visione a Parigi, e poi è stato distribuito a livello internazionale, ricevendo recensioni entusiastiche ed venendo confrontato con di I figli della violenza di Luis Buñuel e Accattone di Pier Paolo Pasolini. Il film ha vinto il Premio Internazionale della Presse Cinématographique al Festival di Berlino nel 1978.
Durante questo periodo, l'Iran stava attraversando grandi cambiamenti politici. Gli eventi che portarono alla rivoluzione iraniana del 1979 stavano determinando un graduale allentamento delle rigide leggi sulla censura, cosa per cui Mehrjui e altri artisti nutrivano grandi speranze.
Tra la fine della produzione di The Cycle e l'inizio di quella del suo film successivo, che intraprese, in un mutato contesto politico, solo nel 1980, Mehrjui «p[oté] solo dirigere alcuni corti istituzionali e una serie di documentari per la televisione iraniana, dal momento che tutti i suoi progetti [erano] sistematicamente rifiutati». Tra questi, diresse Alamut, un documentario sugli Isamaili, su commissione dalla televisione nazionale iraniana nel 1974. Fu anche incaricato dal Centro iraniano di trasfusione di sangue di creare tre brevi documentari su donazioni di sangue sicure e sane; tali corti sono stati utilizzati dall'Organizzazione mondiale della sanità in diversi paesi per anni. Nel 1978, il ministero della Sanità iraniano commissionò a Mehrjui la realizzazione del documentario Peyvast kolieh, sui trapianti di rene.

### Dalla rivoluzione iraniana del 1979 adHamoun(1990)
Mehrjui ha dichiarato che "ha preso parte con entusiasmo alla rivoluzione, filmando miglia di bobine sui suoi eventi quotidiani". Dopo la rivoluzione, la censura del regime di Pahlavi fu revocata e, per un certo periodo, la libertà artistica sembrò prosperare nel paese. È stato riferito che l'Ayatollah Ruhollah Khomeini avesse visto Gaav alla televisione iraniana e che, apprezzandolo, l'avesse definito "molto istruttivo" e ne avesse commissionato la stampa di nuove copie. Tuttavia, il regime di Khomeini avrebbe continuato a imporre in Iran regole per la censura, in particolare regole conformi alla legge islamica. Fu inoltre stabilito che un funzionario del governo dovesse essere presente durante le riprese di tutti i film.
Mehrjui nel 1980 curò la regia di Hayat-e Poshti Madrese-ye Adl-e Afagh [The School We Went to, La scuola dalla quale siamo fuggiti]. Il film è interpretato da Ezzatollah Entezami e Ali Nassirian ed è tratto da una storia di Fereydoon Doostdar. Il film fu sponsorizzato dall'Iranian Institute for the Intellectual Development of Children and Young Adults, il cui dipartimento cinematografico è stato co-fondato da Abbas Kiarostami. Il film, visto come un'allegoria della recente rivoluzione, parla di un gruppo di studenti delle scuole superiori che uniscono le forze e si ribellano contro il loro autorevole e abusivo preside. Il critico cinematografico Hagir Daryoush ha criticato sia il film sia Mehrjui accusandolo di fare propaganda e l'ha definito un'opera del nuovo regime più che dello stesso Mehrjui. Cionondimeno, il film tornò a scontrarsi contro seri ostacoli posti dalla censura: non poté infatti essere proiettato in pubblico fino al 1989. Com'è stato osservato, «la contestazione dell'autorità insita nella protesta di alcuni collegiali contro l'autoritario professore deve sembrare eccessivamente inopportuna al nuovo regime.».
Pur essendo stato tra i rivoluzionari - come la maggior parte degli intellettuali dell'epoca - Mehrjui non trovò, quindi, l'ambiente post-rivoluzionario favorevole alle sue aspirazioni cinematografiche e decise di emigrare in Francia. Nel 1981, Mehrjui e la sua famiglia si recarono a Parigi e vi rimasero per diversi anni, insieme a molti altri rifugiati iraniani. Durante questo periodo, girò un semi-documentario sul poeta Arthur Rimbaud per la TV francese, Voyage au Pays de Rimbaud (1983), che fu presentato al Festival del cinema di Venezia del 1983 e al London Film Festival del 1983.
Fu solo nel 1985 che Mehrjui tornò finalmente in Iran, e con l'aiuto della Fondazione Farabi Cinema, realizzò Ejareh-Neshinha [The Tenants, Gli inquilini] (1986) - una commedia sociale ambientata nei tumultuosi anni della guerra che esaminava le difformi vite di cittadini di classi sociali diverse che occupavano diversi piani di un appartamento fatiscente. Oltre a essere una divertentissima sit-com, l'opera è «allo steso tempo una potente allegoria politica: in fondo, non è difficile vedere nella distruzione dell'immobile in cui i protagonisti non riescono a convivere una metafora della situazione del paese.». The Tenants di Mehrjui suscitò le critiche di alcuni cineasti religiosi. Ancora non convertito all'epoca, Mohsen Makhmalbaf aveva detto: "Sono pronto a legarmi una bomba addosso e a far saltare Mehrjui e il cinema!" Ciononostante, il film ebbe un grande successo popolare, battendo i record di incassi dell'epoca.
Nel 1987 girò Shirak, «un film intimista (che in quel momento pass[ò] abbastanza inosservato) sulle disavventure d'un piccolo orfano». In Hamoun (1990), invece, mettendo in scena il ritratto di un intellettuale la cui vita sta crollando, Mehrjui sembrò voler rappresentare il passaggio post-rivoluzionario della sua generazione dalla politica al misticismo. La critica ebbe a definirlo «un esperimento felliniano abbastanza confuso sulla crisi di identità di un intellettuale iraniano, in cui la complessa struttura narrativa e la rilevante componente onirica ne fanno una sorta di cult movie locale.». Hamoun è stato infatti votato il miglior film iraniano di sempre da lettori e collaboratori della rivista iraniana Film Monthly.

### Carriera cinematografica dagli anni Novanta in poi
Dopo Houman, parte della critica registra una cesura nella produzione del regista: «la dipendenza dai modelli occidentali sembra allora diventare il comune denominatore delle successive opere di Mehrjui».
Nel 1991, forse in reazione alle risposte positive al personaggio della moglie di Hamoun (una ricca e attraente artista flamboyant che non amava più il marito, interpretata da Bita Farehi), realizzò Banu [The Lady, La signora], la storia di una donna dell'alta borghesia di mezza età che non riesce ad abbandonare il suo background borghese di fronte alla realtà della vita dei suoi servi. Banu, variazione sul tema di Viridiana di Luis Buñuel, costituisce la prima di una serie di opere incentrate su protagoniste femminili, in cui «il genere leggero del melodramma serve in effetti come acuto e incisivo strumenti di critica sociale». Banu però non ebbe la stessa fortuna di Hamoun poiché offese la cosiddetta "sensibilità proletaria" dei rivoluzionari che inizialmente non ne permisero l'uscita. Mehrjui scelse quindi come successiva eroina Sara (1992), una donna povera e laboriosa che cerca di cavarsela da sola aiutando al contempo la propria famiglia. Con Sara, «intelligente adattamento di Casa di bambola di Ibsen, tocca gli stessi interrogativi e inquietudini [di Banu], affrontando direttamente la problematica della condizione femminile nell'Iran post-rivoluzionario.».
Nel 1995, Mehrjui realizzò Pari, un adattamento non autorizzato di film inediti del libro Franny and Zooey di J.D. Salinger, in cui l'autore «analizza la confusione intellettuale ed esistenziale d'una giovane studentessa universitaria». Sebbene il film potesse essere distribuito legalmente in Iran poiché il paese non ha relazioni ufficiali sul copyright con gli Stati Uniti, Salinger fece bloccare tramite i propri avvocati una proiezione programmata del film al Lincoln Center nel 1998. Mehrjui ha definito l'azione di Salinger "sconcertante", spiegando che egli vide il suo film come "una specie di scambio culturale". Il suo film successivo, Leila del 1997, è un melodramma su una coppia di ceto medio-urbano nella quale la moglie scopre di non poter avere figli e, per volontà della suocera, assiste al nuovo matrimonio del marito. Il film «non riesce a evitare certi facili formalismi, ma ottiene un notevole successo e alimenta veementi dibattiti nel pubblico sulla sorte della protagonista.».

Con Derakht-e golabi (The Pear Tree, Il pero) (1998), Mehrjui abbandona l'universo femminile «per ricollegarsi apertamente a Hamoun nella visione introspettiva d'un maturo scrittore che ricorda il proprio passato, isolato e dedito alla stesura di un nuovo libro.». Al medesimo periodo appartengono anche i film Dokhtar-da'i Gom Shodeh (2000) e The Mix (2000). In The Mix, un film introspettivo su un regista nevrotico (interpretato da Khosro Shakibaei) che cerca di rispettare la scadenza per presentare il suo film al Fajr Film Festival, Mehrjui mette in scena una dark comedy sugli ostacoli del cinema in Iran. Com'è stato osservato, «The Mix sembra un'antologia di temi e argomenti che hanno preoccupato l'universo cinematografico di Mehrjui». A tal proposito, il regista ha dichiarato:
In Mix, my preoccupation is with the ways people work together, as well as the ways people relate to a modern society, and technology, which is one of the bases of modernity. How do we in Iran relate to ‘the order of things’ which is a prerequisite for a modern society; and how do these relations work in a factory, which a group of people are supposed to run?
Nel 2002, Mehrjui apre un nuovo capitolo del ciclo di film incentrati sulla condizione femminile con Bemani [To Stay Alive]. in cui racconta la storia di una giovane ragazza che, costretta a sposare un vecchio a causa di una povertà insopportabile e testimone dell'agonia delle sue amiche più care vittime di pregiudizi e violenze paterne e fraterne, non si arrende al suo destino, ma si ribella alle insicurezze e alle crudeltà che la circondano. Il film è stato proiettato nella sezione Un Certain Regard al Festival di Cannes 2002.

Nel descrivere la propria strategia di sopravvivenza di fronte all'apparato censorio, in rapporto anche alla produzione di tale film, Mehrjui ha affermato:
"I have to say that all my films have been a reaction to their preceding one. First, this reaction is to censorship: how far can I go? Next, it is important to determine if a work is feasible within the limitation of determined frameworks. There have been plenty of highly worthy themes that have been abandoned because of these restrictions. During my filmmaking process and in the back of my head I am constantly concerned and influenced by censorship and the restrictions that govern the society; whether I choose a theme or not, whether I choose to turn a blind eye […] all these four films I made about women had this in common. When Banu was banned, I made Sara. In other words, stubbornly I developed the same theme; then Pari got into trouble and I suffered the consequences of its censorship. […] in making Bemaani, the atmosphere after 2 Khordad [When Khatami’s reformist government won in a landslide election] was more relaxed, and this is why I thought I could approach this critically harsh theme about a social problem [violation of women’s rights in rural tribes that led to their suicide] which was totally impossible in the past."

## Assassinio
Il regista è stato trovato ucciso il 14 ottobre 2023 insieme alla moglie nella sua abitazione. Entrambi sarebbero stati accoltellati più volte.

## Filmografia
- Almaas 33 (Diamond 33), 1966
- Gaav (aka The Cow), 1969
- Agha-ye Hallou (aka Mr. Naive), 1970
- Postchi (aka The Postman), 1970
- Dayereh mina (aka The Cycle), 1975 (pubblicato nel 1978)
- Hayat-e Poshti Madrese-ye Adl-e Afagh (alias The School We Went To), 1980 (pubblicato nel 1986)
- Voyage au pays de Rimbaud, 1983
- Ejareh Nesheenha (aka The Tenants), 1986
- Shirak , 1988
- Hamoun , 1990
- Baanoo (aka The Lady), 1991 (pubblicato nel 1998)
- Sara, 1993
- Pari, 1995
- Leila, 1996
- Derakht-e Golabi (aka The Pear Tree), 1998
- The Mix, 2000
- Tales of an Island (segmento Dear Cousin Is Lost), 2000
- Bemani (aka To Stay Alive), 2002
- Mehman-e Maman (aka Mum's Guest), 2004
- Santouri , 2007
- Teheran, Tehran (co-dir.), 2010
- Aseman-e mahboob (aka Beloved Sky), 2011
- Narenji Poush (aka The Orange Suit), 2012
- Che khoobe ke bargashti (aka Good to Be Back), 2013
- Ashbah (aka Apparition/Ghost), 2014
- Laminor, 2020